# Центральный парк культуры и отдыха (Чернигов)
Центральный парк культуры и отдыха (укр. Центральний парк культури та відпочинку) — городской парк культуры и отдыха, расположенный на территории Деснянского района Чернигова. Является местом отдыха горожан. Площадь — 6,74, 60, 17,1 га. Ранее назывался Центральный парк культуры и отдыха имени 50-летия Октября.

## История
В конце 19 века здесь находилась загородная дача черниговских архиепископов. В начале 19 века городская дума выменяла у архиепископа эту землю. Часть территории отошла под усадьбу губернатора, а на другой части в 1804 году был создан городской сад.
В начале 1960-х годов зелёный массив лесопарка Кордовка сомкнулся с городским садом, Марьиной рощей и Валом. В 1970-е годы на площади 17 гектар был открыт Центральный парк культуры и отдыха имени 50-летия Октября. С парка Коцюбинского на Валу сюда были перенесены все культурно-развлекательные аттракционы, детская и танцевальная площадки. На лужайке возле стадиона Гагарина сооружён летний (зелёный) театр. На его сцене проводились культурно-изобразительные фестивали, выступления актёров. 
В 2017 году велись плановые работы по разработке проектной документации по строительству объектов «Реконструкция Летнего театра КП «Центральный парк культуры и отдыха» ЧГС в г. Чернигове» и «Реконструкция Аттракционного городка КП «Центральный парк культуры и отдыха» ЧГС в г. Чернигове».
В 2019 году обсуждались предпроектные предложения по реконструкции Центрального парка и прилегающей территории, где основой выступает концепция парка «четыре в одном» — городской сад, ландшафтный парк, тематический парк и лесопарк.

## Описание
Расположен на краю надпойменной (правобережной) террасы и в пойме (правый берег) Десны на территории исторически сложившейся местности Кордовка — между улицами Шевченко, 1-я Кордовка, 2-я Кордовка и Блакытного. Восточнее примыкает стадион, западнее — спецтерритории. Северная часть парка — парк-памятник садово-паркового искусства Городской сад с площадью 11,2 га.
Является местом проведения фестивалей и ярмарок, спортивных соревнований.
Абсолютные высоты колеблются в пределах 112-117 м над уровнем моря. 
На центральной аллее расположено несколько фонтанов. На территории парка расположен летний театр (ул. Шевченко, 59), аттракционный городок (аттракционы, колесо обозрения). В восточной части парка расположен пруд (так наз. Лебединое озеро) — старое русло реки Кордиковка. Аттракционный городок состоит 11 аттракционов 1983-1986 годов и один 2012 года («Говерла»).
Транспорт: троллейбус № 1, 8, 9 и автобус/марш. такси № 16, 27, 30, 31, 36, 38, 39, 42, 44, 135 — ост. Парк культуры и отдыха.
Здесь расположены памятник археологии только что выявленный Поселение «Горсад» (севернее реки Кордовки) с охранным №8028 и памятник археологии местного значения Поселение «Кордовка» (южнее реки Кордовки) с охранным № 5001.

## Природа
Здесь насчитывается 30 видов растений, в том числе 14 местных видов, из 16 семейств и 22 родов. Ассортимент пополнялся силами Черниговского ботанического сада, совхоза «Деснянский» и КП «Зеленбуд».